# 大平并殖吸虫
大平并殖吸虫（学名：Paragonimus ohirai）为并殖科并殖属的动物。分布于日本、台湾岛以及中国大陆的除上海北郊黄浦江水系地带和长江口岛屿外，辽宁省辽河入海处的营口地区、广州珠江入海处等地，营寄生生活，仅限于江河入海河口、受潮汐影响的微咸水地带，终末宿主中国有猫、犬、沟鼠等、日本有沟鼠、猪、鼬鼠、狸以及獾等。